# Cabeça Santa
Cabeça Santa é uma povoação portuguesa sede da Freguesia de Cabeça Santa do Município de Penafiel, freguesia com 5,10 km² de área e 2354 habitantes (censo de 2021), tendo, assim, uma densidade populacional de 461,6 hab./km².

## Demografia
A população registada nos censos foi:
| Distribuição da População por Grupos Etários | Distribuição da População por Grupos Etários | Distribuição da População por Grupos Etários | Distribuição da População por Grupos Etários | Distribuição da População por Grupos Etários |
| -------------------------------------------- | -------------------------------------------- | -------------------------------------------- | -------------------------------------------- | -------------------------------------------- |
| Ano                                          | 0-14 Anos                                    | 15-24 Anos                                   | 25-64 Anos                                   | > 65 Anos                                    |
| 2001                                         | 572                                          | 439                                          | 1313                                         | 213                                          |
| 2011                                         | 478                                          | 346                                          | 1418                                         | 286                                          |
| 2021                                         | 313                                          | 315                                          | 1325                                         | 401                                          |

## Toponímia
A localidade, antes chamada Gândara possuía uma relíquia sagrada que deu nome à localidade, um pequeno crânio de criança, coberto com um encaixe e cintas de prata.
No verão de 1981 alguém entrou na igreja e levou a relíquia.

## Património
- Igreja do Salvador de Cabeça Santa ou Igreja de São Miguel da Gândara